# Gilboa
Le conseil régional de Gilboa, en hébreu : מועצה אזורית הגלבוע, est situé dans la partie est et sud de la vallée de Jezreel, du district nord d'Israël. Selon le bureau central des statistiques en Israël, le conseil régional comprend 28 630 résidents, en 2016.

## Liste des communautés
Kibboutzim
- Beït-Alfa
- Beit HaShita
- Ein Harod
- Geva (en)
- Heftziba
- Tel-Yossef
- Yizre'el (en)

Moshavim
- Adirim (en)
- Avital (en)
- Barak (en)
- Dvora (en)
- Gadish (en)
- Kfar Yehezkel (en)
- Magen Shaul (en)
- Meitav (en)
- Mle'a (en)
- Moledet (en)
- Nir Yafeh (en)
- Prazon (en)
- Ram-On
- Ramat Tzvi (en)
- Nurit (en) (ancien moshav)

Localités communautaires
- Gan Ner (en)
- Gidona (en)
- Merkaz Hever (en)
- Merkaz Omen (en)
- Merkaz Yael (en)

Villages arabes
- Muqeible (en)
- Na'ura (en)
- Sandala (en)
- Tamra
- Taibe (en)

## Source de la traduction
- (en) Cet article est partiellement ou en totalité issu de l’article de Wikipédia en anglais intitulé « Gilboa Regional Council » (voir la liste des auteurs).